# Video Games (canção)
"Video Games" é uma canção da cantora e compositora norte-americana Lana Del Rey, presente em seu primeiro álbum de estúdio, Born to Die (2012). Foi composta pela própria e Justin Parker, que também a produziu junta a Robopop. A faixa foi disponibilizada na internet no dia 29 de julho de 2011, e mais tarde, lançada como o primeiro single do álbum. Inicialmente, a gravadora de Del Rey havia recusado lançar a faixa como single por achar que ela não tinha potencial radiofônico. Trata-se de uma faixa dos gêneros pop barroco e indie pop, de andamento calmo e elementos predominantes de dream pop, trip hop e soul, tematicamente, a inspiração partiu do seu namorado que jogava videogames enquanto ela trabalhava.
"Video Games" teve um desempenho comercial favorável, atingindo a primeira posição na Alemanha, e se posicionando entre as dez primeiras posições na Áustria, Bélgica, Países Baixos, França, Irlanda, Suíça, e Reino Unido. Nos Estados Unidos a canção conseguiu a posição de número 91, passando apenas uma semana na parada. Em 2013, a faixa ganhou certificado de disco de ouro pela Recording Industry Association of America (RIAA) por mais de 500 mil cópias comercializadas, foi premiada também como sendo disco de ouro por três vezes na Alemanha, totalizando 450 mil exemplares. Também foi certificada em outros cinco países.
A canção foi promovida com um videoclipe dirigido e editado pela própria cantora, que apresenta cenas dela cantando em frente a uma web-cam, além de fazer uso de clipes antigos retirados da internet. A faixa também foi incluída no primeiro episódio do seriado norte-americano Ringer. A canção foi interpretada por Del Rey em uma série de apresentações, inclusive para o MTV Push, ECHO Awards e Saturday Night Live, nesta última sendo bastante criticada por estar nervosa.

## Antecedentes e gravação
"Video Games" foi lançada digitalmente em 29 de junho de 2011 e, em seguida, relançada em 10 de outubro de 2011 como o primeiro single do álbum de estreia de Del Rey, Born to Die. Em uma entrevista para a revista britânica The Quietus, Del Rey disse que a inspiração para a faixa veio do seu ex-namorado: "Naquela época eu estava ficando desiludida em ser uma cantora e estava muito feliz por assentar com um namorado que eu amava, mas no final ambos perdemos nossos sonhos de vista." Del Rey disse que o relacionamento era perfeito, mas achava que a felicidade atraia a tristeza. Havia algo de celestial sobre aquela vida - eu ia trabalhar e ele jogava os seus videogames. A cantora também afirmou que usou vocais mais baixos para a música, porque sentiu que o público não a via como uma artista séria. Ao ser entrevistada por Rosie Swash, do jornal The Observer, Del Rey revelou que inicialmente a canção não seria lançada como single. Ela também havia comentado antes dessa entrevista: "Eu poderia encontrar algo que me emocionava e me intrigava. "Video Games" foi um momento chave para mim. Era uma música lenta, era uma balada, quase sem refrão. Eu enviei-a para o YouTube e funcionou. Todos os dias milhares de visualizações, mas que a [canção] anterior. Eu me perguntava de onde saia tantas pessoas. Não tinha ideia de como eles escutavam, mas as pessoas começaram a falar comigo por causa dessa música. Não é o que eu esperava. Mas foi um alívio." No entanto, depois de ter recebido revisões positivas dos críticos musicais e do público em geral, a gravadora decidiu lançá-la.

## Composição e recepção crítica
"Video Games" é uma balada de andamento calmo, sendo derivado do indie pop e pop barroco, com elementos de dream pop, trip hop e soul, tendo uma duração de quatro minutos e quarenta e dois segundos. De acordo com a partitura publicada pela EMI Music Publishing a canção foi composta pela própria Del Rey e Justin Parker. Ela é definida em compasso de tempo comum com um ritmo de 61 batimentos por minuto. O alcance vocal da cantora se estende a partir da nota mi♯3 para a la♯4. Lindsey Johnstone, do The Scotsman, descreveu a canção como uma "sensação de poder ser ignorado, a  uma dor excelente de ilusão à felicidade." Alexis Petridis, do jornal The Guardian, em uma observação da performance vocal de Del Rey, escreveu: "Se encaixa perfeitamente a música, tem uma fricção contra a bombástica orquestra, tem harpas e cordas de pizzicato no fundo. Esta é uma canção sobre grandes emoções provocadas por eventos diários, um namorado indolente abrindo uma cerveja, em uma visita a um bar e colocando perfume." Os críticos disseram que Del Rey e "Video Games" têm o estilo da "Nancy Sinatra gangsta."
Algumas das letras proeminentes da canção incluem: ("Ouvir dizer que você gosta de garotas más, querido, isso é verdade?"), ("O céu é um lugar na terra com você / Me diga todas as coisas que você quer fazer") e ("Abrir um cerveja / E diz: venha até aqui e jogue um videogame"). Após o lançamento do single, Ian Cohen, da Pitchfork Media, comentou: "Em seu emocionante single de estreia, a cantora e compositora de Nova Iorque, Lizzy Grant se transforma bombasticamente no fenômeno chamado Lana Del Rey." O escritor Robert Copsey, do jornal britânico Digital Spy, notou que Del Rey "combina com um vocal quase idêntico ao de Nancy Sinatra com seu próprio fascínio trágico e fascinante". Lewis Corner, também da Digital Spy, publicou: "Nascida em Nova York, Lana Del Rey está atualmente trabalhando em Londres em seu álbum de estreia, mas se esta faixa recém-lançada for apenas uma pré-visualização do seu álbum, ela vai ser uma cantora da vanguarda pop excelente, e em sua melhor forma." Alexis Petridis, do The Guardian, considerou "Video Games" a melhor canção de 2011 e acrescentou: "É tentador dizer que uma canção como esta não é boa, e não importa quem a canta, mas isso não é realmente verdade. Algumas divas do pop colaboram com Eg White, mais Lana Del Rey soa extremamente discreta." Em uma pesquisa realizada pelo site NME, os leitores classificaram-a como a décima melhor canção do ano. Maura Johnston, do The Village Voice, afirmou que a música e o videoclipe foram super produzidos, enquanto Amanda Dobbis, da New York Magazine, comentou: "É difícil separar totalmente os olhares da Del Rey a partir da crítica que tem sido borbulhante em torno dela." Em respostas a esta controvérsia, Lucas Colar, da revista Paste, escreveu: "Enquanto as pessoas escutavam pela primeira vez a faixa 'Video Games', o primeiro hit da web, as pessoas não estavam surtando sobre Lana Del Rey ou nos lábios falsos da Lizzy Grant. As pessoas estavam em pânico porque estavam escutando uma voz doce e uma canção muito bem escrita e, finalmente, faz com que o resto realmente não importe."

## Apresentações ao vivo

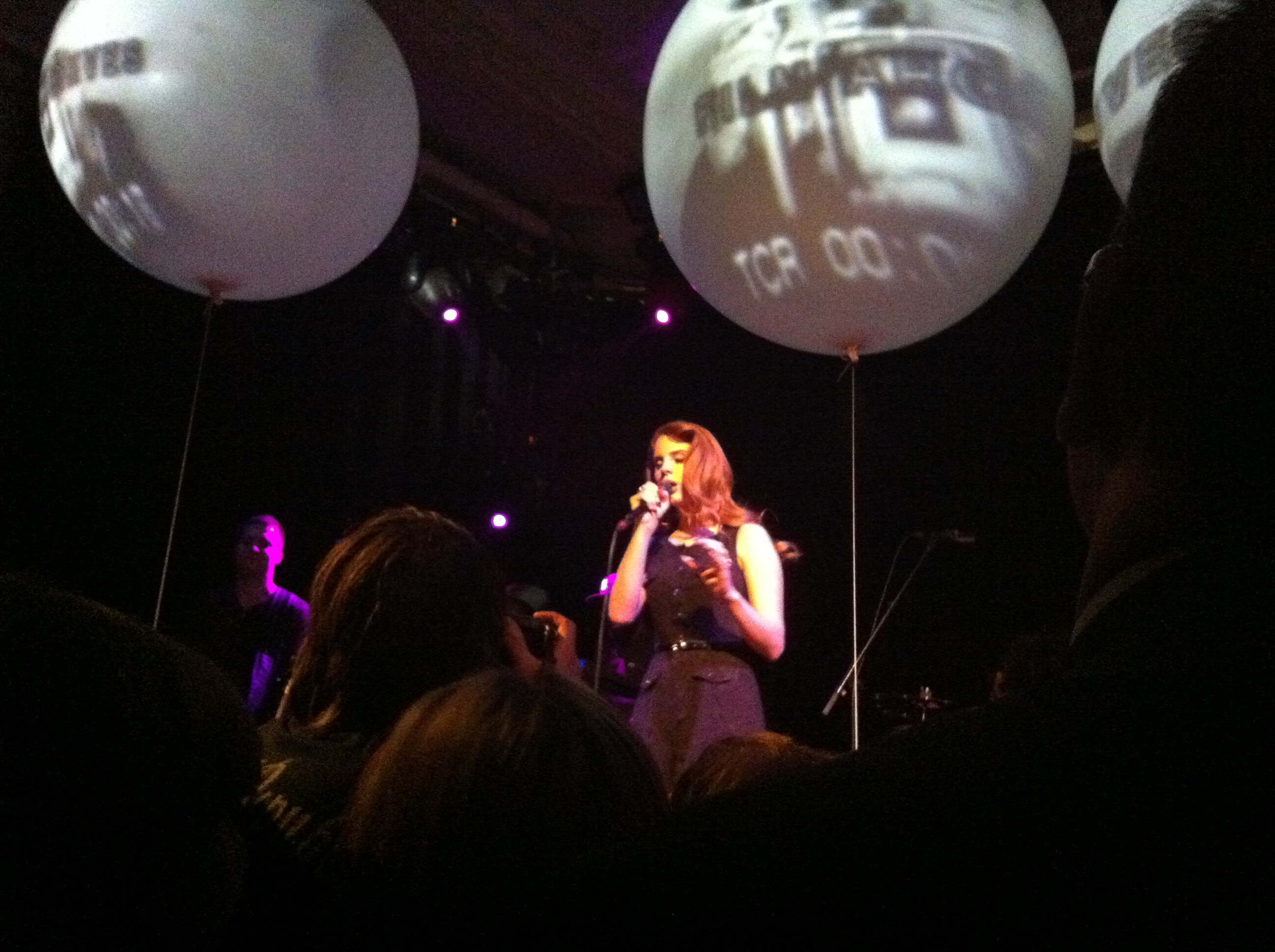
Del Rey cantando "Video Games" durante concerto promocional na cidade de Amsterdã, na Holanda.

"Video Games" foi cantada por Del Rey em uma série de apresentações, inclusive para o MTV Push, e no Bowery Ballroom, onde, segundo  a crítica musical, Eliot Glazer da revista New York Magazine, à apresentação de Del Rey trouxe a popularização da Nancy Sinatra de volta. A canção "Video Games" foi apresentada na série Ringer do canal norte-americano The CW, em 28 de setembro]] de 2011, durante uma cena do seriado. Del Rey também apresentou "Video Games" na Holanda através do programa televisivo De Wereld Draait Door, e na televisão britânica no programa Later... with Jools Holland e em um show intimista no Chateau Marmont, em West Hollywood, Califórnia. No dia 22 de março de 2012, apresentou a canção "Video Games" no ECHO Awards, considerada a maior premiação musical da Alemanha. Lana Del Rey também realizou uma performance da canção no El Rey Theatre, em Los Angeles nos Estados Unidos. Após anunciar seu novo álbum para 2014, a cantora foi convidada a se apresentar no Breakthrough Prize in Life Sciences, premiação que homenageia cientistas que realizaram grandes avanços qu fazem com que a humanidade tenha mais compreensão sobre o mundo. "Video Games" foi interpretada em uma versão desacelerada sobre um piano e uma guitarra elétrica. A música faz parte do repertório oficial das turnês Born to Die Tour e Paradise Tour, que percorreram América do Norte, Europa e Oceania.
Em 14 de janeiro de 2012, Del Rey cantou as canções "Video Games" e "Blue Jeans" no programa de televisão Saturday Night Live, do canal estado-unidense NBC. Sua apresentação, recebeu muitas críticas negativas, por ela estar nervosa e por sua desafinação. A atriz Juliette Lewis postou em seu twitter: "Uau, ver essa "cantora" no Saturday Night Live é como assistir uma criança de doze anos fingindo cantar e dançar no quarto", ao passo que no dia seguinte, Lewis escreveu novamente na rede social: "Acordei cantando a música da Lana Del Rey! Que melodia incrível e assombrosa! Apesar do meu gosto sobre ela ao vivo, ela é uma ótima nova compositora. Fim." O redator da NBC, Brian Williams, afirmou que a apresentação de Del Rey foi a pior performance de toda a história do Saturday Night Live. O ator Daniel Radcliffe, que estava apresentando o programa no dia da apresentação de Del Rey, saiu em defesa da cantora afirmando que as críticas eram menos sobre sua apresentação no programa, e mais sobre o seu passado e sua família." Matthew Perpetua, da revista Rolling Stone, comentou em defesa da cantora dizendo que: "Apesar de Del Rey estar nervosa e ansiosa ao mesmo tempo, quando tocava a música ao vivo, a cantora cantava com uma confiança considerável." Após as críticas negativas, foi anunciado que a sua turnê seria adiada: "Ela ficou muito triste. Eles perceberam que ela precisa de tempo para esfriar a cabeça e depois disso voltar a vender ingressos para shows." Os vídeos da apresentação no programa foram mais tardes enviados para a conta da cantora no Vevo.

## Videoclipe
Para montar o videoclipe da canção, Del Rey utilizou clipes de vídeo já existentes, com skatistas, desenhos animados, imagens de velhos filmes, e imagens de paparazzi registrando a atriz Paz de la Huerta caindo embriagada. Para as cenas do vídeo, Del Rey filmou a si mesma, usando uma webcam. Quando perguntaram se ela mudaria algo na produção do vídeo, a mesma respondeu: "Se eu soubesse que tantas pessoas iriam ver o vídeo, eu teria colocado um esforço maior nele. Eu estava com o meu cabelo e minha maquiagem pronta e tentei não parecer mal-humorada, pois todo mundo iria falar do meu rosto o tempo todo. Eu poderia ter colocado um enredo no vídeo." A cantora também disse que no vídeo, ela estava tentando parecer inteligente e ligada, ao invés de sexy: "Claro que eu queria ter uma boa aparência, mas a inteligência foi o foco principal."
Amanda Dobbins da revista New York Magazine referiu-se ao vídeo musical como "previsível, mas que merece alguma atenção do público." Rya Becker da MTV questionou a originalidade da cantora, dizendo: "É difícil saber o que fazer com Lana Del Rey à primeira vista. Ela é como Jools Holland, uma vez que a chamam de "fenômeno da internet" que não vale mais do que alguns posts picantes? Ou ela é uma cantora legítima envolvida na hiper feminilidade, naturalmente americana e uma imagem que ela projeta em seus vídeos para as faixas "Video Games" e "Blue Jeans"?" Já Ian Cohen da Pitchfork Media comentou que "o videoclipe se encaixa entre render ao romance e a depressão".
Um segundo videoclipe foi carregado em sua conta no VEVO com o título "Video Games (Live at the Premises)", com duração máxima de 4 minutos e 42 segundos. Um escritor para o Huffing Post comentando sobre o vídeo, chamou a canção de "infernal". Além de criticar os ajustes labiais e unhas longas, o The Guardian elogiou Del Rey sobre os olhares provocantes e vocais abafados como ela devastadoramente entrega no verso, "Ouvi dizer que você gosta de meninas más, doçura, isso é verdade?". Nick Neyland do site Prefixmag comentou: Aqui a música é despojado, apenas piano e voz, com Del Rey olhando muito mais confiante em seu desempenho do que ela fez naquela nervosa apresentação no Later... with Jools Holland.

## Créditos
"Video Games" foi composta pela própria Lana Del Rey e por Justin Parker, e foi produzida por RoboPop e masterizada por Stuart Bruce. Em entrevista ao jornal britânico Daily Mail, Justin Parker disse que a gravadora de Del Rey, a Interscope Records, havia inicialmente rejeitado lançar a faixa como single, pois não acreditaram no sucesso radiofônico da canção: "Eles gostaram da faixa mas não acharam que as estações de rádio fossem tocá-la. Mas felizmente tudo deu certo no final, e espero que mais canções como essa possam ser tocadas nas rádios no futuro".
- Compositores: Lana Del Rey e Justin Parker
- Produtor: RoboPop
- Masterização: Stuart Bruce

## Faixas e formatos
No dia 2 de dezembro de 2011 foi lançado "Video Games - The Remix EP", com cinco faixas e que ganhou remixes com os gêneros dance/eletrônica e pop. Del Rey também lançou um EP auto-intitulado, que foi lançado em 10 de janeiro de 2012 nos Estados Unidos, e atingiu à 20ª posição no país. "Video Games" também foi inserida na trilha sonora internacional da telenovela Avenida Brasil (2012), sendo utilizada como tema para os personagens Débora e Iran, interpretados por Nathalia Dill e Bruno Gissoni.
| EP digital |                                                |         |  |
| N.º        | Título                                         | Duração |  |
| 1.         | "Video Games" (Versão do álbum)                | 4:44    |  |
| 2.         | "Video Games" (Larry "Mr Fingers" Heard Remix) | 8:58    |  |
| 3.         | "Video Games" (Omid 16B Remix)                 | 5:14    |  |

| Joy Orbison Remix |                                   |         |  |
| N.º               | Título                            | Duração |  |
| 1.                | "Video Games" (Joy Orbison Remix) | 4:59    |  |

| Video Games Remixes - EP |                                                     |         |  |
| N.º                      | Título                                              | Duração |  |
| 1.                       | "Video Games" (Club Clique for The Bad Girls Remix) | 4:57    |  |
| 2.                       | "Video Games" (Jakwob and Etherwood Remix)          | 3:42    |  |
| 3.                       | "Video Games" (White Lies C-Mix)                    | 7:32    |  |
| 4.                       | "Video Games" (Jamie Woon Remix)                    | 5:14    |  |
| 5.                       | "Video Games" (We Don't Belong In Pacha Remix)      | 5:19    |  |

| Video Games - Edição alemã |                                                     |         |  |
| N.º                        | Título                                              | Duração |  |
| 1.                         | "Video Games" (Radio Edit)                          | 4:01    |  |
| 2.                         | "Blue Jeans"                                        | 3:31    |  |
| 3.                         | "Video Games" (Club Clique for The Bad Girls Remix) | 4:57    |  |
| 4.                         | "Video Games" (White Lies C-Mix)                    | 7:31    |  |
| 5.                         | "Video Games" (Larry "Mr Fingers" Heard Remix)      | 8:58    |  |
| 6.                         | "Video Games" (Helium Robots Remix)                 | 4:51    |  |
| 7.                         | "Video Games" (Performance Edit)                    | 4:46    |  |

## Desempenho nas tabelas
"Video Games" teve um desempenho comercial favorável na Europa, atingindo a primeira posição na Alemanha e ficando entre as dez primeiras posições na Áustria, na Bélgica, na França, na Irlanda, nos Países Baixos, na Suíça e no Reino Unido. No continente americano, a faixa teve um desempenho comercial fraco. Nos Estados Unidos, estreou na 91ª posição, ficando apenas uma semana nas paradas norte-americanas. No Canadá, a faixa atingiu a 72ª posição, enquanto no Brasil a faixa conseguiu um sucesso comercial maior, atingindo a 26ª posição.
| Parada (2010-11)                            | Melhor posição |
| ------------------------------------------- | -------------- |
| Alemanha - Media Control AG                 | 1              |
| Austrália - ARIA Charts                     | 23             |
| Áustria - Ö3 Austria Top 40                 | 2              |
| Bélgica - Ultratop (Flandres)               | 2              |
| Bélgica - Ultratop (Valônia)                | 2              |
| Brasil - Billboard Hot 100                  | 26             |
| Brasil - Billboard Hot Pop Songs            | 33             |
| Canadá - Canadian Hot 100                   | 72             |
| Dinamarca - Tracklisten                     | 18             |
| Estados Unidos - Billboard Hot 100          | 91             |
| Estados Unidos - Billboard Digital Songs    | 68             |
| Estados Unidos - Billboard Heatseeker Songs | 11             |
| Escócia - Official Charts Company           | 10             |
| Espanha - PROMUSICAE                        | 37             |
| Finlândia - Suomen virallinen lista         | 14             |
| França - SNEP                               | 2              |
| Irlanda - IRMA                              | 6              |
| Polônia - Polish Airplay Top 5              | 5              |
| Chéquia - IFPI Česká Republika              | 3              |
| Suécia - Sverigetopplistan                  | 56             |
| Suíça - Schweizer Hitparade                 | 2              |
| Reino Unido - UK Singles Charts             | 9              |
| Reino Unido - UK Indie Charts               | 1              |

| Tabelas musicais (2011)               | Posição |
| ------------------------------------- | ------- |
| Alemanha - Media Control AG           | 19      |
| Bélgica - Ultratop (Flanders)         | 40      |
| França - SNEP                         | 32      |
| Países Baixos - (Mega Single Top 100) | 3       |
| Tabelas musicais (2011)               | Posição |
| Bélgica - Ultratop 50 (Flanders)      | 1       |
| Bélgica Ultratop 50 (Wallonia)        | 1       |
| França SNEP                           | 7       |
| Reino Unido - UK Singles Chart        | 8       |

| País           | Associação   | Certificação | Vendas   |
| -------------- | ------------ | ------------ | -------- |
| Alemanha       | BVMI         | 3× Ouro      | 450.000+ |
| Áustria        | IFPI         | Ouro         | 30.000+  |
| Austrália      | ARIA         | Ouro         | 35.000+  |
| Bélgica        | BEA          | Platina      | 30.000+  |
| Canadá         | Music Canada | Ouro         | 10.000+  |
| Dinamarca      | IFPI         | Ouro         | 10.000+  |
| Estados Unidos | RIAA         | Ouro         | 500.000+ |
| França         |              |              | 177.000+ |
| Itália         | FIMI         | Ouro         | 15.000+  |
| Reino Unido    | BPI          | Ouro         | 400.000+ |
| Suíça          | IFPI         | 2× Platina   | 60.000+  |